# Pierre Lévy-Corti
Pour les articles homonymes, voir Lévy.
Pierre Lévy-Corti, à l'état civil Pierre Émile Lévy-Corticchiato, est un producteur et scénariste français, né le 8 octobre 1910 à Nancy et mort le 22 août 1975 à Harfleur.

## Filmographie

### Producteur
- 1946 : La Bataille du rail de René Clément
- 1947 : Voyage Surprise de Pierre Prévert
- 1949 : L'École buissonnière de Jean-Paul Le Chanois
- 1949 : Images médiévales de William Novik
- 1950 : Un cirque passe de Jacques Letellier et Jean-François Méhu
- 1951 : Maître après Dieu de Louis Daquin
- 1952 : Agence matrimoniale de Jean-Paul Le Chanois
- 1952 : Trois femmes de'André Michel
- 1952 : Vacances à la mer de Jean-Christophe Averty
- 1952 : Je sème à tout vent de Pierre Kast
- 1953 : L'Œil en coulisses d'André Berthomieu
- 1957 : Les Fanatiques d'Alex Joffé
- 1958 : Les Copains du dimanche de Henri Aisner

### Scénariste
- 1959 : R.P.Z. appelle Berlin de Ralph Habib
- 1960 : Fortunat d'Alex Joffé
- 1962 : Les Culottes rouges d'Alex Joffé
- 1963 : La Cuisine au beurre de Gilles Grangier
- 1964 : Buffalo Bill, le héros du Far-West de Mario Costa
- 1965 : La Grosse Caisse d'Alex Joffé
- 1966 : Monnaie de singe d'Yves Robert
- 1966 : Intrigue à Suez de Paolo Heusch
- 1967 : En cinquième vitesse de Tinto Brass
- 1968 : Le Tatoué de Denys de La Patellière
- 1968 : Alexandre le Bienheureux d'Yves Robert
- 1968 : Les Cracks d'Alex Joffé
- 1972 : Le nez d'un notaire de Pierre Bureau (téléfilm)
- 1974 : Taxi de nuit de Jean Leduc (téléfilm)